# Paniekzaaiers
Pour plus de détails, voir Fiche technique et Distribution.
Paniekzaaiers est un film belge de comédie réalisé par Patrick Lebon, coécrit avec Paul Koeck (nl) et qui est sorti en 1986.
C'est le deuxième long métrage mettant en vedette le duo comique Gaston et Léon (nl).
Le film a attiré un demi-million de téléspectateurs au cinéma et figure à ce jour à la douzième place sur la liste des films belges les plus vus de tous les temps.

## Synopsis
Gaston et Leo sont des policiers de la brigade motorisée d'Anvers. Mais leurs tâtonnements sont peu appréciés et ils sont relégués comme simples agents de quartier. Mais bientôt le duo est de retour en grâce, quand ils sont sur la piste d'un dangereux kidnappeur de femmes et de son complice. Mais pour pouvoir terminer leur enquête, ils doivent échapper à l'attention de leurs épouses.

## Fiche technique
- Titre : Paniekzaaiers
- Réalisateur : Patrick Lebon
- Date de sortie : 1986

## Distribution
- Gaston Berghmans : Gaston
- Leo Martin : Leo
- Janine Bischops : Janine
- Marilou Mermans : Marilou
- Chris Cauwenberghs : Max
- Nancy Dee : elle-même
- Yvonne Verbeeck : le bourgmestre
- Peter Van Den Begin : l'adjoint du bourgmestre
- Jan Van Dyke : Rufus
- Frank Aendenboom : l'officier de police
- Koen Crucke : le chef d'orchestre
- Mitta Van der Maat : la prostituée
- Werther Van Der Sarren : le chauffeur
- Camilia Blereau : Non
- Netty Vangheel : Onderwijzeres
- Merel Van Beeumen : Artiste
- Lut Mortelmans : Werkvrouw
- Jacky Lafon : Verpleegster
- Paule Van Wonterghem : Fotomodel
- Nancy Noydens : Bloemenmeisje
- Lynn Kuylen : Stewardess
- Chris Meyer : la secrétaire
- Paul-Emile Van Royen : Janssen
- Bernard Verheyden : Speurder
- Jan Moonen : le commissaire
- Paul S'Jongers : le client avec un journal
- Jef Bruyninckx : le directeur du casino
- Robbe De Hert : Vuilnisman (II)
- Danielle Detremmerie :
- Anke Helsen : Dame in verkeerd geparkeeerde wagen
- Paul Koeck : Vuilnisman (I)
- Patrick Le Bon : un agent de police (comme Patrick Lebon)
- Max Schnur : Driewielereigenaar
- Loes van den Heuvel : Winkeljuffrouw
- Fred Van Kuyk : Café-baas

## Divers
Patrick Lebon, Paul Koeck (nl) et Robbe De Hert (le réalisateur de Zwaare jongens, le premier film de Gaston et Léon (nl)) font une apparition en caméo dans le film.